# Mohamed Benkablia
Mohamed Benkablia (Oran, 2 de fevereiro de 1993) é um futebolista profissional argelino que atua como atacante, atualmente defende o JS Kabylie.

## Carreira

### Rio 2016
Mohamed Benkablia fez parte do elenco da Seleção Argelina de Futebol nas Olimpíadas de 2016.